# Morte di Adamo
La Morte di Adamo è un affresco (390x747 cm) di Piero della Francesca, facente parte delle Storie della Vera Croce nella cappella maggiore della basilica di San Francesco ad Arezzo, databile agli anni 1452-1458. L'affresco fu probabilmente il primo ad essere dipinto da Piero nel ciclo, sicuramente prima del soggiorno romano (1458-1459) ed è anche quello da cui iniziano cronologicamente le storie narrate.

## Descrizione e stile
La storia descritta è tratta dalla Leggenda Aurea di Jacopo da Varazze ed è legata all'Albero della Conoscenza da cui sarebbe stato preso il legno per la Croce della crocifissione di Cristo, della quale si parla nelle altre storie. 

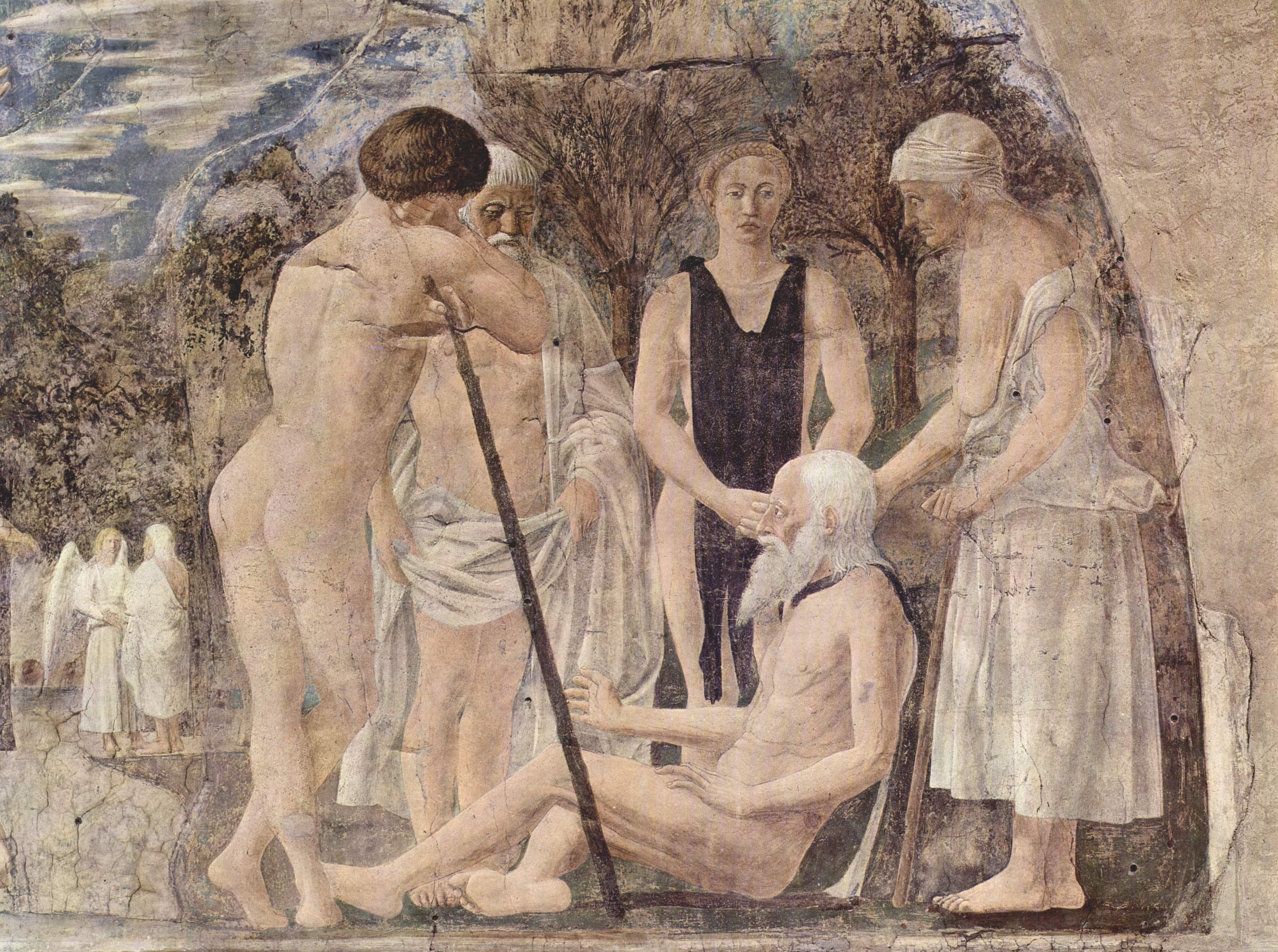
Il gruppo di destra

L'affresco occupa l'intera lunetta della parete destra e racconta di come Adamo, ormai anziano, è morente (gruppo di destra), assistito dall'anziana Eva e da altri discendenti. Tra questi si riconosce l'uomo anziano usato spesso da modello da Piero, che nello stesso ciclo interpreta anche il Dio Padre dell'Annunciazione e Cosroe II nella scena della Battaglia; il giovane ignudo di spalle è una citazione classica del Pothos di Skopas (visto probabilmente in un disegno proveniente da Roma). Sullo sfondo suo figlio Seth è a colloquio con l'Arcangelo Michele, per chiedergli l'Olio della Misericordia. Ne riceve invece il germoglio dell'Albero della Conoscenza, che sarebbe cresciuto fino "ai tempi di Salomone". 
Nella parte centrale avviene la morte di Adamo, con una donna che apre le braccia urlando di disperazione (e richiamando l'attenzione dello spettatore sul centro del dipinto), mentre Seth (quasi completamente cancellato dal cattivo stato di conservazione) sta piantando nella bocca di Adamo il germoglio dell'Albero. La rappresentazione drammatica del lutto, il primo dell'umanità, è ripresa dalla Maria Maddalena nella Crocifissione del Polittico di Pisa di Masaccio. Un'altra citazione da Masaccio è quella dell'uomo voltato di schiena nel gruppo centrale, somigliante al gabelliere del Tributo nella Cappella Brancacci. 
All'estrema sinistra si trovano due giovani, dei quali uno è insolitamente estraneo all'evento e guarda fuori dallo spazio del dipinto, verso il Profeta sulla parete adiacente. Si tratta forse di una connessione tra l'evento narrato e la profezia della venuta del Salvatore che vincerà la morte. 
La rappresentazione delle figure nude è vigorosamente plastica, con un chiaroscuro incisivo, spesso rimandante ad esempi scultorei, accentuato dalla cromia spenta. Notevoli sono gli accenti naturalistici, come la rappresentazione degli anziani, tratti con acutezza dall'osservazione quotidiana.